# 唐人屋敷
32°44′21.5″N 129°52′37.8″E / 32.739306°N 129.877167°E

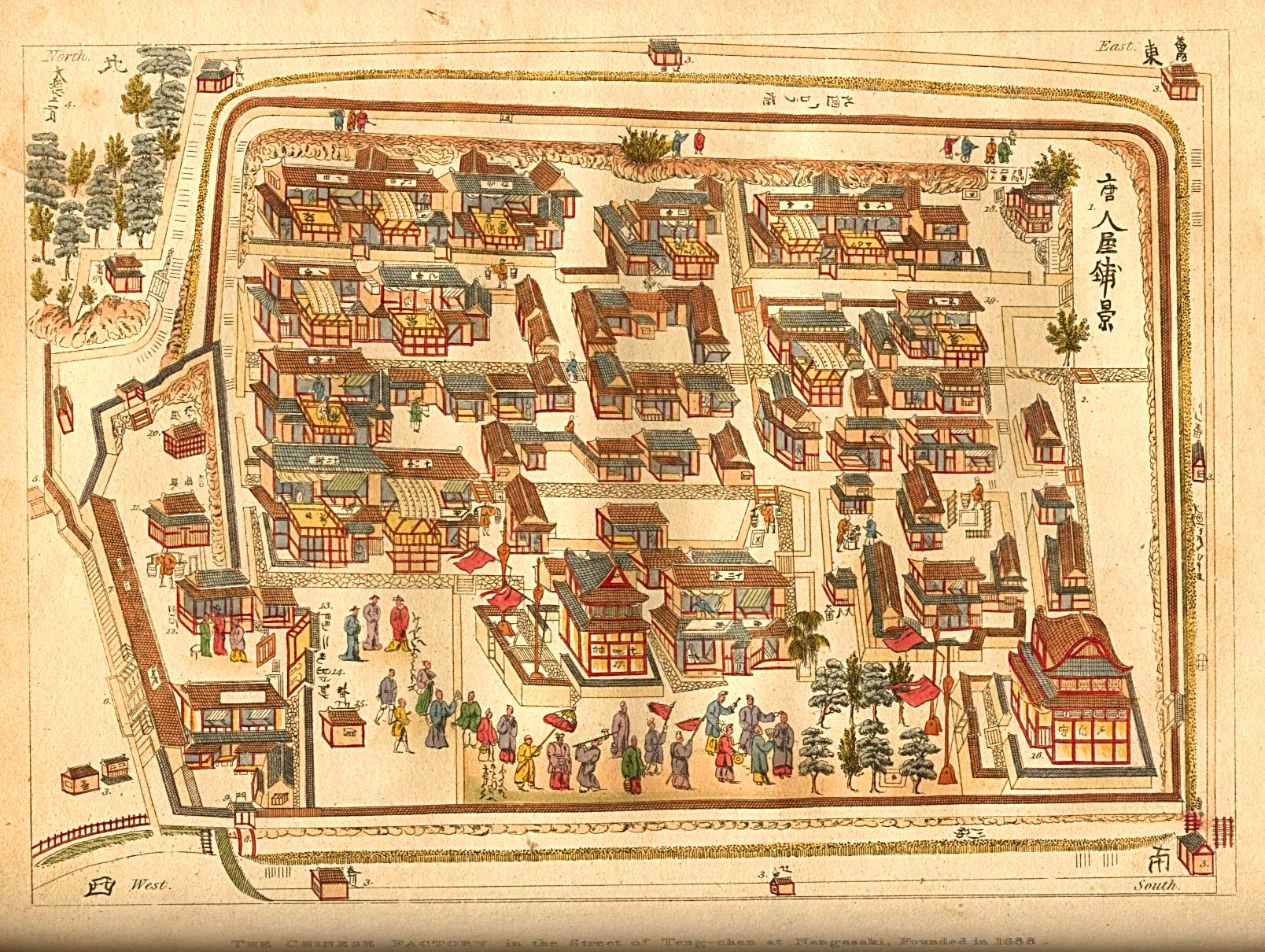
18世紀後半期的唐人屋敷平面圖

唐人屋敷過去日本江户时代因为鎖國政策，於17世紀至19世紀期間在长崎设立專門供中国人使用的居住区；位於現在的長崎市館內町地區。

## 概要

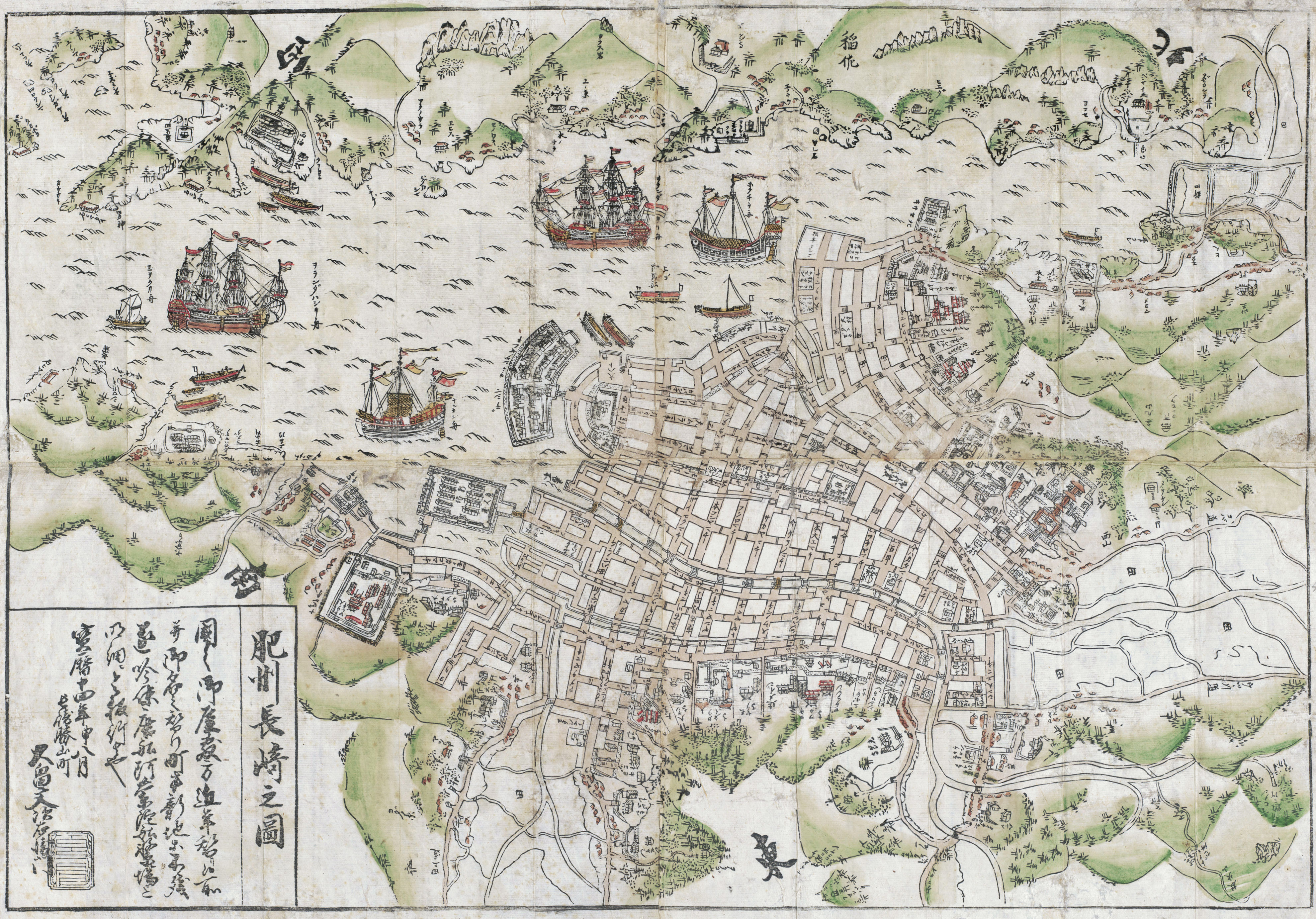
17世紀的長崎街道圖，唐人屋敷位於圖中市區左側的山丘區域

1635年起，江戶幕府開始限制中國商船只能進入長崎港進行貿易，當時雖然限制葡萄牙人只能居住於出島 (1639年驅逐葡萄牙人後，在1641年將荷蘭東印度公司商館遷入)，但中國人只要不是基督徒，就不會限制住所，因此最初中國人是直接居住於長崎的市區內。
1644年中國的明朝滅亡，但殘餘的南明勢力仍在與接續明朝的清朝作戰，中國東南沿海淪為戰場，加上1661年清朝為了防止當時中國沿海居民與在台灣的明鄭往來而下達了遷界令，因此當時來到長崎的中國人並不多。一直到1683年遷界令廢止後，開始有大量中國商船來到長崎，長崎奉行所才決定要限制中國人的居住地點。
1688年在長崎的市區北側山丘上開始興建「唐人屋敷」，於1689年完成，占地6,800坪，包括20多座長屋，可讓約2,000人至3,000人居住，四週以圍欄及城壕圍住，在大門設置番所管制人員出入，僅有專責的翻譯人員「唐通事」及藝妓可以自由出入，整個區域後來又率續擴大至9,400坪。
1698年位於五島町和大黑町的一場火災讓中國商船存放的貨物遭到燒毀，因此後來在1702年將唐人屋敷前方的海面填成陸地，建立新的倉庫來存放貨物，此區域被命名為「新地」，也是現今的新地町地區。
1784年唐人屋敷曾遭到大火燒毀，之後由居住的中國人自行重新建造，也因此出現大量中國式的建築、宗教設施、商店；1858年日本結束鎖國政策，長崎港開放對各國的貿易，也不再限制中國人的居住區域，因此中國人逐漸從唐人屋敷遷往更靠近海岸的新地，也逐漸在新地地區形成現在的長崎新地中華街。
此後唐人屋敷逐漸成為廢墟，之後內部的土神堂、觀音堂、天后堂被修復維持使用，1868年來自福建省泉州的人又將部分區域改建為八閩會所，1870年一場大火又將原本唐人屋敷內的大多木造建築燒毀，之後部分區域又成為福建會館，其餘區域則陸續被政府出售給民眾使用，此區域也因為過去曾是屬於唐人屋敷而被命名為館內町。

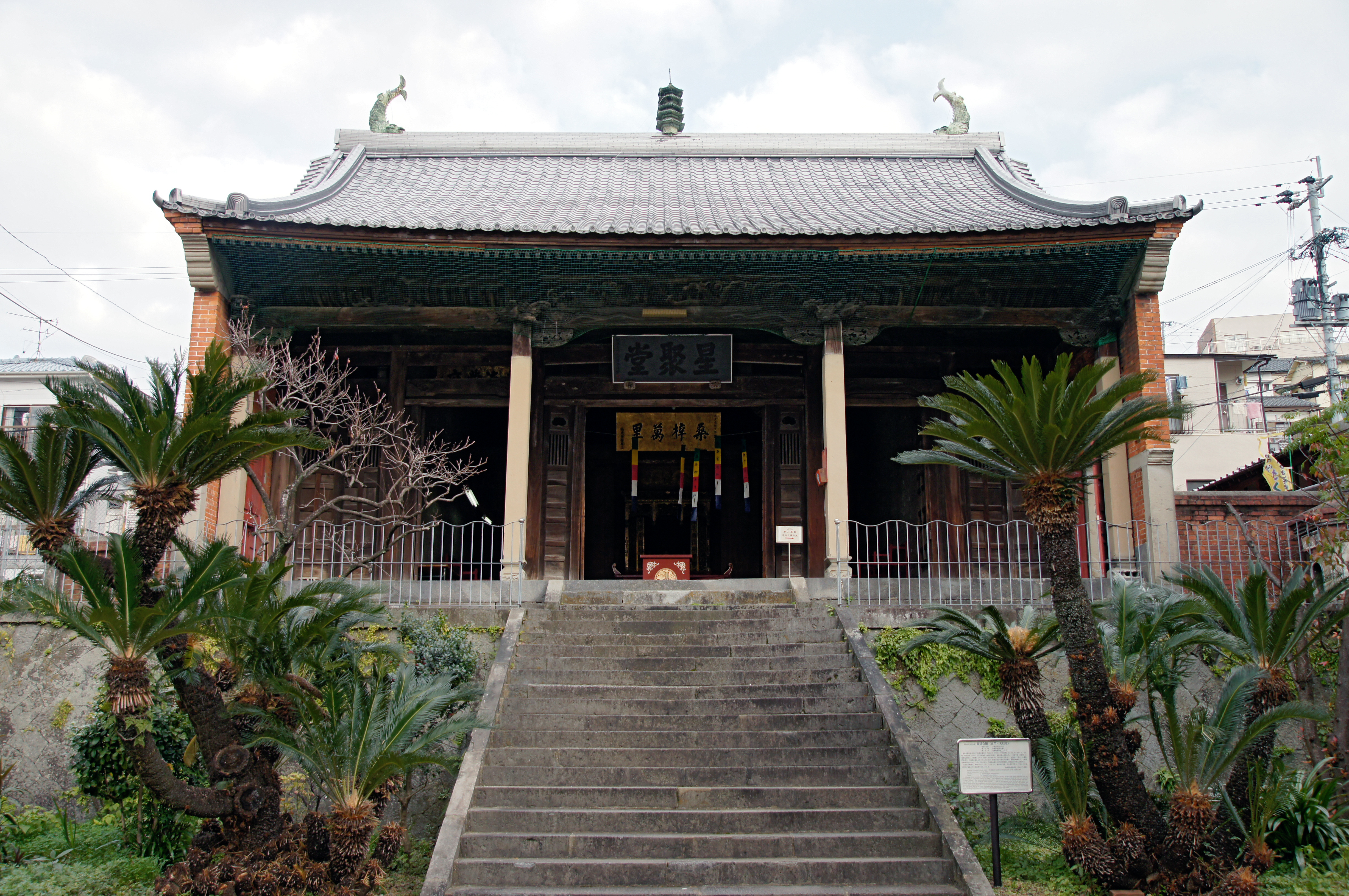
福建會館
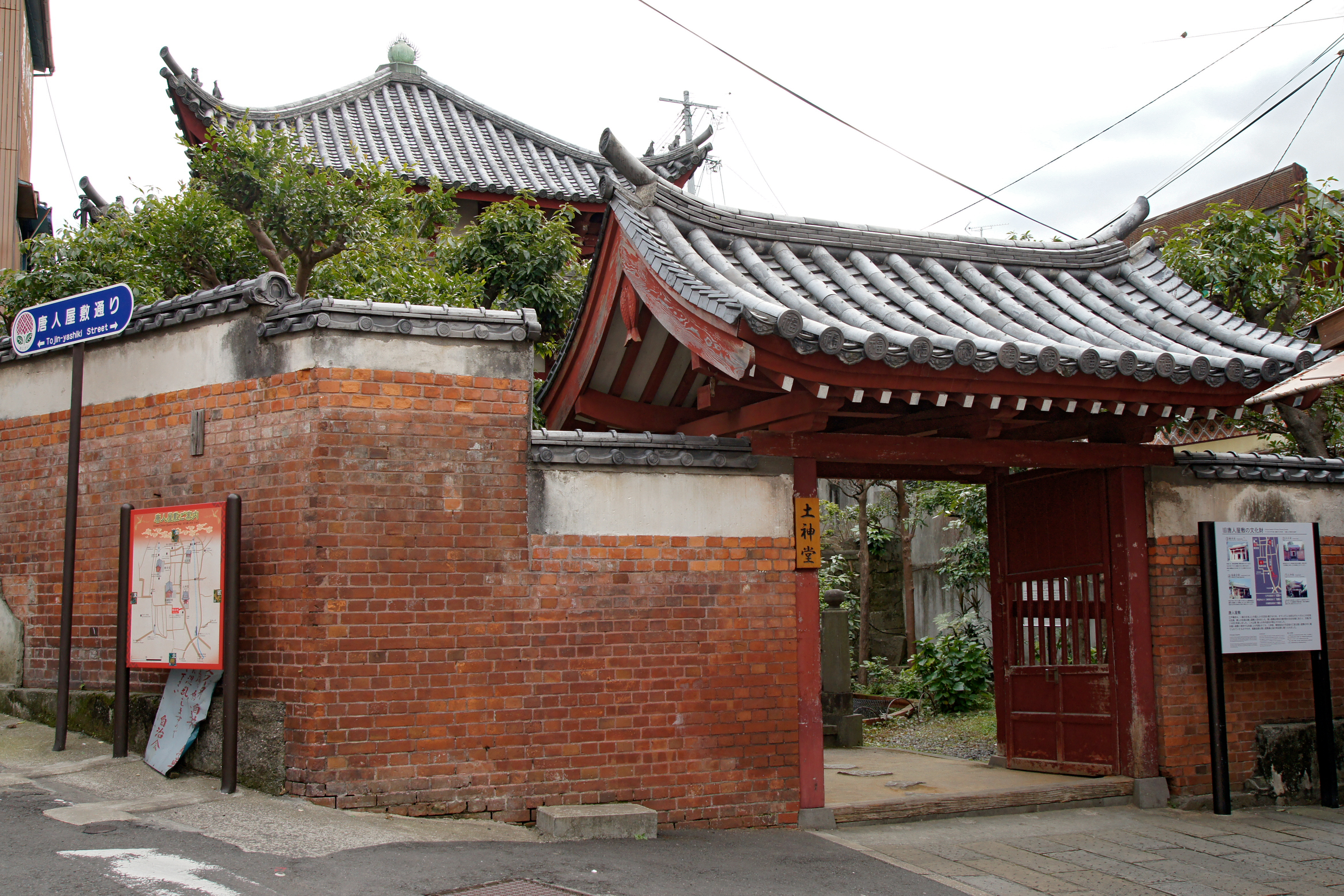
土神堂
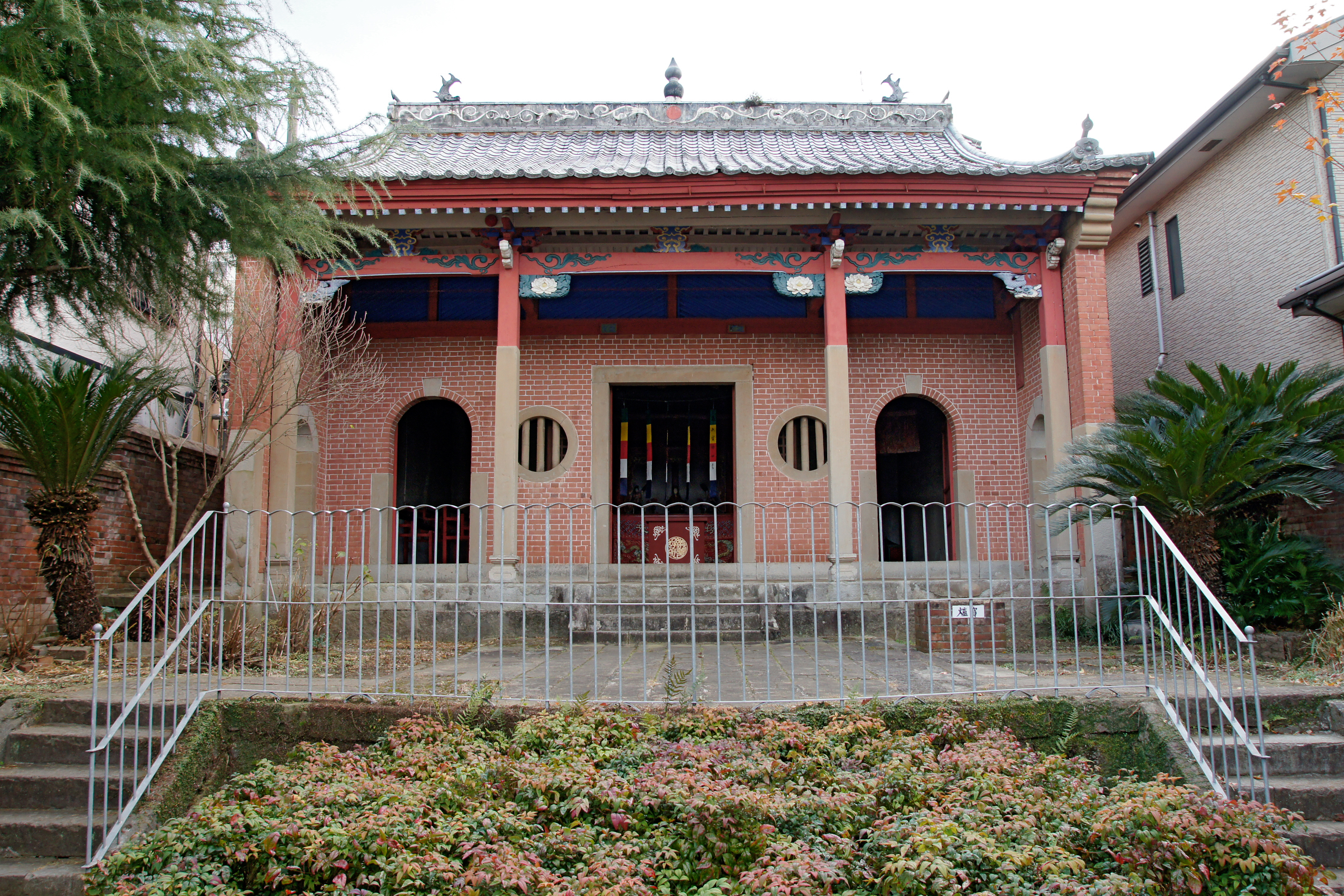
天后堂
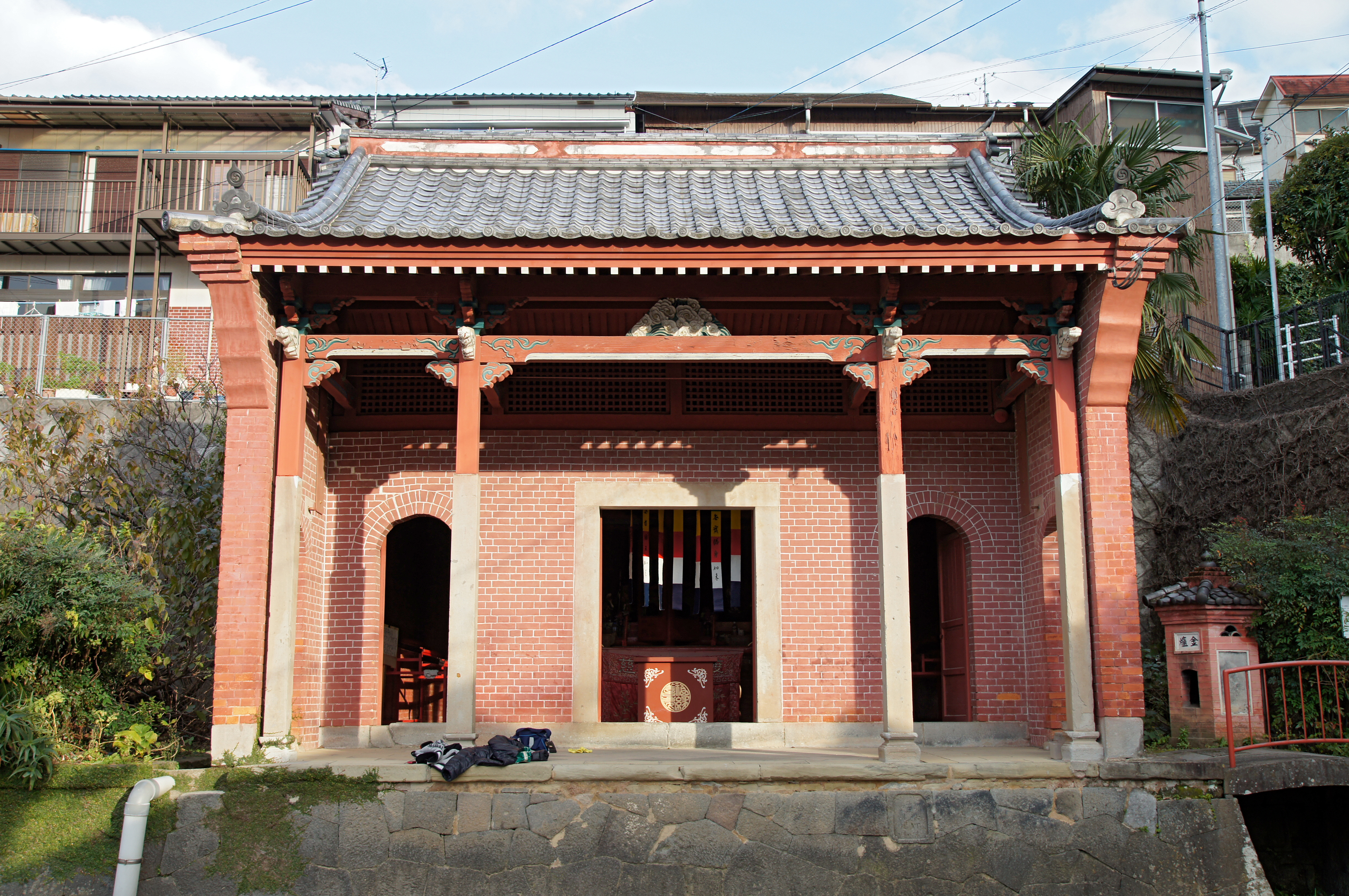
觀音堂

## 外部連結
- （日語） 唐人屋敷記事一覽（页面存档备份，存于） - 長崎市政府
- （日語） 唐人屋敷（页面存档备份，存于） - 長崎市官方觀光網站